# Liste der Kulturgüter in La Roche
Die Liste der Kulturgüter in La Roche enthält alle Objekte in der Gemeinde La Roche im Kanton Freiburg, die gemäss der Haager Konvention zum Schutz von Kulturgut bei bewaffneten Konflikten, dem Bundesgesetz vom 20. Juni 2014 über den Schutz der Kulturgüter bei bewaffneten Konflikten sowie der Verordnung vom 29. Oktober 2014 über den Schutz der Kulturgüter bei bewaffneten Konflikten unter Schutz stehen.
Objekte der Kategorien A und B sind vollständig in der Liste enthalten, Objekte der Kategorie C fehlen zurzeit (Stand: 1. Januar 2023).

## Kulturgüter
| Foto |                                                                                  | Objekt                                                                                                | Kat. | Typ | Standort                               | Beschreibung |
| ---- | -------------------------------------------------------------------------------- | --- | ---- | --- | -------------------------------------- | ------------ |
| ja   | Datei hochladen · Wikidata zu Pfarrkirche Notre-Dame-de-l'Assomption (Q29695800) | Pfarrkirche Notre-Dame-de-l’Assomption / Église paroissiale Notre-Dame-de-l’Assomption KGS-Nr.: 02290 | B    | G   | Route de la Gruyère 28 576745 / 171590 |              |
| BW   | Datei hochladen · Wikidata zu Ehemalige Kneipe von Pierre Théraulaz (Q29695815)  | Ehemalige Kneipe von Pierre Théraulaz / Ancienne pinte de Pierre Théraulaz KGS-Nr.: 02291             | B    | G   | Chemin du Stand 7 577094 / 171730      |              |
| ja   | Datei hochladen · Wikidata zu Bauernhaus (Q29479198)                             | Bauernhaus / Ferme KGS-Nr.: 02292                                                                     | B    | G   | Vers les Roulin 1 577806 / 172506      |              |